# Чутовка (Полтавская область)
Чутовка (укр. Чутівка) — село,
Чутовский сельский совет,
Оржицкий район,
Полтавская область,
Украина.
Код КОАТУУ — 5323687701. Население по переписи 2001 года составляло 1118 человек.
Является административным центром Чутовского сельского совета, в который, кроме того, входит село
Новый Иржавец.

## Географическое положение
Село Чутовка находится на правом берегу реки Сула в месте впадения в неё реки Ржавец,
выше по течению на расстоянии в 3 км расположено село Тарасовка,
ниже по течению на расстоянии в 4 км расположено село Мохнач (Чернобаевский район),
на противоположном берегу — сёла Кукобы (Семеновский район) и Гаевка (Семеновский район),
выше по течению реки Ржавец на расстоянии в 1,5 км расположено село Новый Иржавец.
Река в этом месте извилистая, образует лиманы, старицы и заболоченные озёра.

## История
- В 1 км южнее села, на краю правого берега Сулы, находится городище. Округлая (60х50 м) площадка поселения обнесена кольцевым валом (высотой до 3 м) и рвом (шириной 20 м). Культурный слой содержит отложения древнерусского (конец XI—XIII вв.) времени. Поблизости находится синхронное городищу селище[2][3].
- 1711 — дата основания.
- Церковь Иоакимо-Анновская известна с 1782 года[4]
- Село указано на подробной карте Российской Империи и близлежащих заграничных владений 1816 года[5]

## Экономика
- Молочно-товарная и птице-товарная фермы.
- «Украина», сельскохозяйственное ООО.

## Объекты социальной сферы
- Школа.
- Дом культуры.